# 徐智英
徐智英（韓語：서지영，1981年6月2日—），韓國女演員、歌手。於2011年11月10日結婚。

## 演出作品

### 電視劇
- 2004年：KBS《對不起，我愛你》飾演 姜敏珠
- 2010年：SBS《錯愛一家親》飾演 王世彬
- 2010年：SBS《微笑，媽媽》（客串）
- 2010年：SBS《大物》飾演 金智秀
- 2019年：OCN《臨時制先生》飾演 恩惠
- 2022年：tvN《Ghost Doctor》飾演 高成惠

## 音樂作品
- 1998年：《the s#arp》
- 1999年：《the s#arp +2》
- 2000年：《The Four Letter Word Love》
- 2001年：《4ever Feel So Good》
- 2001年：《Flat Album》
- 2002年：《Style》
- 2003年：《Smart & Smooth》
- 2005年：《Listen To My Heart》
- 2007年：《Different This Time》
- 2007年：《Special》
- 2008年：《Happiness》
- 2009年：《Christmas present》